# 40-я стрелковая дивизия
40-я стрелковая дивизия — тактическое стрелковое соединение (стрелковая дивизия) Рабоче-крестьянской Красной армии ВС Союза ССР.
Действительное наименование:
- полное — 40-я стрелковая орденов Ленина и Суворова дивизия имени Серго Орджоникидзе[2];
- укороченное — 40-я стрелковая дивизия;
- сокращённое — 40 сд.

## История
Формирование создано в 1930 году как кадрированное соединение. В 1932 году передислоцирована из Сибирского военного округа (СибВО) в ОКДВА с развёртыванием в кадровую, с первой половины 1936 года — в составе вновь формируемого 39-го стрелкового корпуса.
Летом 1937 года 52 человека из командно-начальствующего состава дивизии были репрессированы.
Дивизия стрелков участвовала в боях на озере Хасан в 1938 году под командованием полковника В. К. Базарова. В бою за сопку Заозёрная 6 августа 1938 овладела высотой.
В Великой Отечественной войне формирование не участвовало, находясь весь период войны в составе 25-й армии на Дальнем Востоке для сдерживания  милитаристской Японии, союзника нацистской Германии.
Соединение принимало участие в Советско-японской войне. Входила в состав действующей армии в период 9 августа — 3 сентября 1945 года.
В 1947 году в состав 40-й стрелковой дивизии вошёл 141-й гвардейский танкосамоходный полк (с 1957 года танковый).
В 1957 году стрелковое соединение переформировано в 40-ю мотострелковую дивизию.
178-й мотострелковый полк в июне 1968 года был расформирован и на его место прибыл 411-й мотострелковый полк из расформированной 148-й мотострелковой дивизии.
На конец 1980-х годов 40-я мотострелковая дивизия (в/ч 61740) дислоцировалась в посёлке городского типа Смоляниново Приморского края и находилась в составе 5-й армии Дальневосточного военного округа.
12 октября 1990 года 40-я мотострелковая дивизия передана в состав Тихоокеанского флота и переименована в 40-ю дивизию береговой обороны.

## Награды дивизии
- 6 мая 1937 года — присвоено имя «Серго Орджоникидзе».
- 25 октября 1938 года —  Орден Ленина — награждена указом Президиума Верховного Совета СССР от 25 октября 1938 года за образцовое выполнение боевых заданий, за доблесть и геройство, проявленные личным составом при обороне района озера Хасан[11].
- 19 сентября 1945 года —  Орден Суворова II степени — награждена указом Президиума Верховного Совета СССР от 19 сентября 1945 года за образцовое выполнение заданий командования в боях против японских войск на Дальнем Востоке при форсировании р. Уссури, прорыве Хутоуского, Мишаньского, Пограничненского и Дуннинского укреплённых районов, овладении городами Мишань, Гирин, Яньцзи, Харбин и проявленные при этом доблесть и мужество.[12]

## Состав
- управление;
- 3-й стрелковый полк;
- 178-й стрелковый полк;
- 231-й стрелковый полк;
- 91-й артиллерийский полк;
- 53-й отдельный истребительно-противотанковый дивизион;
- 5-я отдельная разведывательная рота;
- 23-й отдельный сапёрный батальон;
- 86-й отдельный батальон связи;
- 362-я отдельная автотранспортная рота;
- 619-й отдельный медико-санитарный батальон;
- 1-я отдельная рота химической защиты;
- 70-я полевая хлебопекарня;
- 8-й (172-й) дивизионный ветеринарный лазарет;
- 77-я дивизионная артиллерийская мастерская;
- 252-я полевая почтовая станция.[13][6]

- управление (Смоляниново-1);
- 3-й мотострелковый Ачинский полк (Смоляниново-1);
- 231-й мотострелковый полк (Краскино);
- 411-й мотострелковый полк (Шкотово);
- 141-й гвардейский танковый Полоцкий Краснознамённый, ордена Красной Звезды полк[~ 1] (Смоляниново-1);
- 187-й артиллерийский полк (Смоляниново-1);
- 1073-й зенитный ракетный полк (Краскино);
- 957-й отдельный ракетный дивизион (Смоляниново-1);
- 125-й отдельный разведывательный батальон (Шкотово);
- 26-й отдельный противотанковый артиллерийский дивизион (Смоляниново-1);
- 23-й отдельный инженерно-сапёрный батальон (Смоляниново-1);
- отдельный ремонтно-восстановительный батальон (Смоляниново-1);
- 86-й отдельный батальон связи (Смоляниново-1);
- 1133-й отдельный батальон материального обеспечения (Смоляниново-1);
- 619-й отдельный медицинский батальон (Смоляниново-1);
- 52-й отдельный батальон химической защиты (Смоляниново-1);
- ОВКР (Смоляниново-1).[10]

## Командиры (период)
- Сазонтов, Андрей Яковлевич (01.01.1930 — хх.02.1932), краском
- Васенцович, Владислав Константинович (03.1935 — 07.1937), краском
- Базаров, Владимир Кузьмич (15.06.1938 — 03.07.1939) полковник, с 31.12.1938 комбриг
- Мамонов, Степан Кириллович (03.07.1939 — 24.01.1942), комбриг, с 07.10.1941 г. генерал-майор
- Пырялин, Тимофей Петрович (25.01.1942 — 14.11.1942), полковник
- Дьяков, Порфирий Иванович (17.11.1942 — 22.09.1943), полковник, с 28.04.1943 г. генерал-майор
- Шанин, Григорий Иванович (23.09.1943 — 25.05.1944), полковник
- Пономаренко, Иван Родионович (26.05.1944 — 15.12.1944), полковник
- Сопельцев, Захар Дмитриевич (16.12.1944 — август 1945), полковник
- Цыпленков, Семен Григорьевич (с августа 1945 г.), полковник[15]
- Меркулов, Серафим Петрович (с марта 1947 года), генерал-майор

## Герои Советского Союза
- Бегоулев, Борис Петрович, военврач 2-го ранга, начальник медицинской службы 120-го стрелкового полка.
- Гвоздев, Иван Владимирович, политрук, помощник по комсомолу начальника политотдела дивизии.
- Колесников, Григорий Яковлевич, красноармеец, заряжающий орудия танка 118-го стрелкового полка.
- Корнев, Григорий Семёнович, младший комвзвод, командир танка 118-го стрелкового полка.
- Лазарев, Иван Романович, лейтенант, командир огневого взвода 53-го отдельного истребительно-противотанкового дивизиона.
- Левченко Дорофей Тимофеевич, старший лейтенант, командир роты 119-го стрелкового полка.
- Мошляк, Иван Никонович, лейтенант, секретарь партбюро 118-го стрелкового полка.
- Пушкарёв, Константин Иванович, младший комвзвод, механик-водитель 118-го стрелкового полка.
- Ягудин, Керим Мусякович, красноармеец, пулемётчик 119-го стрелкового полка.

## Известные люди, связанные с дивизией
1. Максимов, Георгий Максимович  — в 1936—1938 гг. начальник штаба отдельного танкового батальона. Впоследствии, советский военачальник, генерал-майор.
2. Панков, Александр Никифорович — В 1939-1940 гг. начальник артиллерии дивизии. Впоследствии, советский военачальник, генерал-майор.